# Coda (astronomia)

La coda di gas e la coda di polveri di una cometa sotto l'effetto del vento solare.

In astronomia, la coda cometaria è il lungo strascico luminoso che segue la testa delle comete in direzione opposta a quella dell'orbita intorno al Sole.

## Formazione della coda
Nel sistema solare esterno, le comete rimangono congelate e sono estremamente difficili da individuare dalla Terra. Sono stati riportati in letteratura solo due casi di individuazione di nuclei cometari inattivi nella Fascia di Kuiper da parte del telescopio spaziale Hubble, ma sono stati messi in dubbio e non confermati da altre osservazioni.
Quando una cometa si avvicina al sistema solare interno, la radiazione solare provoca la vaporizzazione o sublimazione dei materiali volatili congelati e la loro fuoriuscita dal nucleo, portandosi dietro una scia di polveri. Il flusso di polvere cosmica e gas rilasciato forma attorno alla cometa una tenue, ma estesa atmosfera che viene chiamata la sua chioma; la forza esercitata sulla chioma dalla pressione di radiazione e dal vento solare provoca la formazione della coda, orientata sempre in direzione opposta al Sole.
Il flusso di gas e poveri forma due distinte code, che puntano in direzioni leggermente diverse. La coda di polveri rimane indietro nell'orbita cometaria.
La coda gassosa, formata da gas ionizzato, si orienta secondo le linee di flusso del vento solare, in quanto è influenzata dal campo magnetico del plasma del vento solare, e non secondo la traiettoria dell'orbita. Gli effetti di parallasse della vista dalla Terra fanno a volte sembrare che le due code puntino in direzioni opposte.

## Tipi di code
Le code delle comete possono essere di due tipi:
- le code composte da gas ionizzati (dette anche di Tipo I), che hanno una forma affusolata, spesso simile ad un ago, di colore bianco-bluastro dovuto alle righe d'emissione dei gas ionizzati;
- le code composte da polveri di dimensioni più o meno grandi (dette anche di Tipo II), che in generale hanno un colore giallastro dovuto alla riflessione della luce solare e la cui forma apparente dipende dall'orbita e dalla posizione della cometa rispetto alla Terra.

Se la posizione relativa della cometa rispetto alla Terra è tale che dal nostro pianeta la cometa è vista muoversi su un piano ortogonale rispetto alla direzione di vista, la coda di polveri avrà una forma a scimitarra. Altrimenti le due code saranno viste con una certa angolazione. Nel caso limite in cui la Terra si trovi a transitare nel piano orbitale della cometa, le due code apparirebbero sovrapposte ed entrambe con un aspetto rettilineo.
La coda delle comete si misura in gradi e minuti angolari d'arco. La coda delle comete è determinata dai fotoni solari, che esercitano una pressione (5 milionesimi di Pascal ad una UA dal Sole) sulle particelle della polvere ("pressione di radiazione"). A causa di questa pressione le piccole particelle si allontanano dal nucleo, a questo punto possono seguire due traiettorie:
- sincrone: le particelle rilasciate nello stesso istante formano curve poco accentuate
- sindinamiche: le particelle rilasciate in tempi diversi formano linee molto curve.

### Anticoda

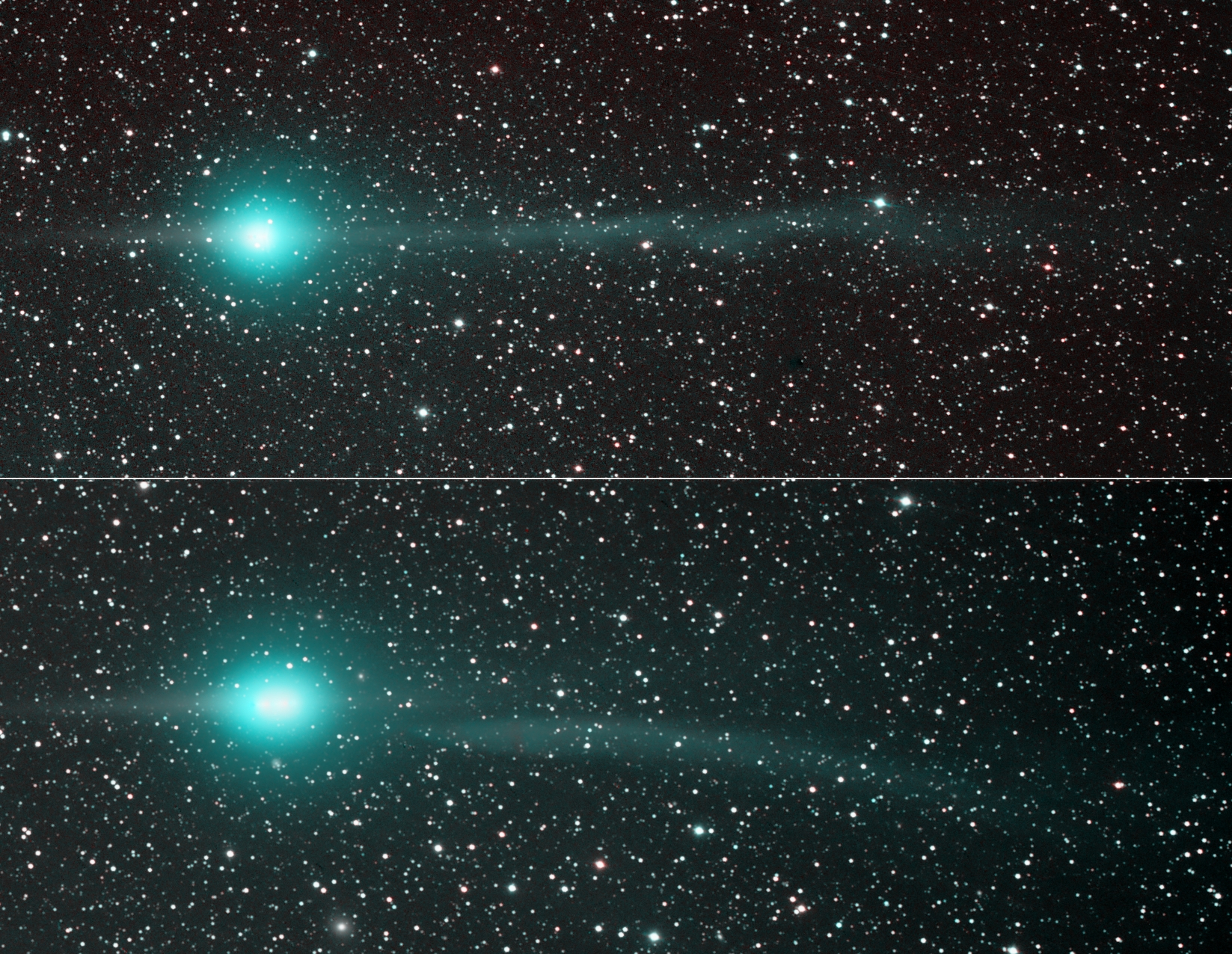
La Cometa Lulin. È visibile alla sinistra della chioma una debole anticoda.
Immagine di Joseph Brimacombe.

Un caso particolare è quello della cosiddetta anticoda, una piccola coda apparentemente puntata verso il Sole. Questo caso è relativamente raro e dura poco, in genere non oltre 1-2 giorni. Capita solo quando una cometa contiene molta polvere e in genere si trova all'interno dell'orbita della Terra, anche se quest'ultima condizione non è strettamente necessaria.

### Coda gassosa (o Coda di tipo I)
Ioni e molecole della chioma e della coda gassosa assorbono energia elettromagnetica, che riemettono in forma di radiazione quantizzata, una parte di queste ricade nella luce visibile. Il fenomeno è detto "emissione di fluorescenza". Con lo stesso nome ci si riferisce alla reazione tra ioni e molecole, che danno origine a nuovi ioni che, "diseccitatisi", emettono nuovamente radiazioni anch'esse parzialmente visibili. L'emissione di fluorescenza è responsabile dello spettro a righe delle comete.
| Particelle a maggiore emissione nel campo visibile | Particelle a maggiore emissione nel campo visibile | Particelle a maggiore emissione nel campo visibile | Particelle a maggiore emissione nel campo visibile |
| Molecole                                           | nm                                                 | Ioni                                               | nm                                                 |
| -------------------------------------------------- | -------------------------------------------------- | -------------------------------------------------- | -------------------------------------------------- |
| CN                                                 | 399                                                | CO+                                                | 426                                                |
| C3                                                 | 406                                                | H3O+                                               | 700                                                |
| CH                                                 | 435                                                |                                                    |                                                    |
| C2                                                 | 514                                                |                                                    |                                                    |

La coda gassosa (così come la testa della cometa) appare azzurrina, visto che le lunghezze d'onda da 388 a 514 nm, dall'estremo violetto, scendono al blu, fino al blu-verde.